# Фісп
Фісп (нім. Visp) — місто  в Швейцарії в кантоні Вале, адміністративний центр округу Фісп.

## Географія
Фісп знаходиться в долині річки Рони, а саме в місці злиття Фіспи та Рони.
Місто розташоване на відстані близько 80 км на південний схід від Берна, 45 км на схід від Сьйона.
Фісп має площу 13,2 км², з яких на 22,6% дозволяється будівництво (житлове та будівництво доріг), 15% використовуються в сільськогосподарських цілях, 59,1% зайнято лісами, 3,3% не є продуктивними (річки, льодовики або гори).

## Історія
Перші поселення на місці нинішнього Фіспа існували ще в галло-римські часи, що підтверджується археологічними знахідками (римська статуя «Le Dieu de Viège»). У 1276 році гірничі проходи Макугнада і Антрон поблизу Фіспа були звільнені від митних зборів, що сприяло розвитку торгівлі в місті. 23 грудня 1388 року містяни розгромили війська із Савої, що тримали місто в облозі. У 1518 багато будинків Фіспа знищені великою пожежею. У 1799 році французькі революційні війська розграбували Фісп, а в 1810 році він, разом з усією територією Вале, був приєднаний до Франції. У 1815 році, згідно з рішенням Віденського конгресу, був утворений кантон Вале, який увійшов разом з Фіспом до складу Швейцарії. У 1847 році вперше згадується офіційна назва Фісп (раніше округ звався Фіспах). У 1855 році містечко постраждало від сильного землетрусу.

## Демографія
2019 року в місті мешкало 7978 осіб (+13,7% порівняно з 2010 роком), іноземців було 23,6%. Густота населення становила 604 осіб/км².
За віковим діапазоном населення розподілялося таким чином: 18,5% — особи молодші 20 років, 62,8% — особи у віці 20—64 років, 18,8% — особи у віці 65 років та старші. Було 3570 помешкань (у середньому 2,2 особи в помешканні).
Із загальної кількості 9888 працюючих 71 був зайнятий в первинному секторі, 4332 — в обробній промисловості, 5485 — в галузі послуг.
Зміни кількості населення на графіку:

## Клімат
| Клімат Фісп (1981–2010) | Клімат Фісп (1981–2010) | Клімат Фісп (1981–2010) | Клімат Фісп (1981–2010) | Клімат Фісп (1981–2010) | Клімат Фісп (1981–2010) | Клімат Фісп (1981–2010) | Клімат Фісп (1981–2010) | Клімат Фісп (1981–2010) | Клімат Фісп (1981–2010) | Клімат Фісп (1981–2010) | Клімат Фісп (1981–2010) | Клімат Фісп (1981–2010) | Клімат Фісп (1981–2010) |
| Показник                | Січ.                    | Лют.                    | Бер.                    | Квіт.                   | Трав.                   | Черв.                   | Лип.                    | Серп.                   | Вер.                    | Жовт.                   | Лист.                   | Груд.                   |                         |
| Середній максимум, °C   | 2,7                     | 6,0                     | 12,2                    | 16,1                    | 20,8                    | 24,2                    | 26,7                    | 25,9                    | 21,5                    | 16,2                    | 8,2                     | 3,2                     |                         |
| Середня температура, °C | −1,3                    | 0,9                     | 6,0                     | 9,8                     | 14,2                    | 17,3                    | 19,4                    | 18,6                    | 14,7                    | 9,9                     | 3,8                     | −0,3                    |                         |
| Середній мінімум, °C    | −5,4                    | −3,9                    | 0,1                     | 3,1                     | 7,2                     | 10,1                    | 11,9                    | 11,5                    | 8,4                     | 4,2                     | −0,7                    | −4,2                    |                         |
| Норма опадів, мм        | 53                      | 43                      | 50                      | 46                      | 55                      | 44                      | 42                      | 46                      | 41                      | 57                      | 57                      | 62                      |                         |
| Днів з опадами          | 6,7                     | 5,2                     | 6,2                     | 5,5                     | 7,5                     | 7,2                     | 7,0                     | 7,7                     | 6,1                     | 7,0                     | 7,0                     | 7,3                     |                         |
| Днів зі снігом          | 5,3                     | 3,9                     | 1,2                     | 0,4                     | 0,0                     | 0,1                     | 0,0                     | 0,0                     | 0,1                     | 1,5                     | 1,7                     | 4,3                     |                         |
| Вологість повітря, %    | 79                      | 72                      | 62                      | 59                      | 61                      | 62                      | 63                      | 67                      | 70                      | 74                      | 77                      | 81                      |                         |
| ----------------------- | ----------------------- | ----------------------- | ----------------------- | ----------------------- | ----------------------- | ----------------------- | ----------------------- | ----------------------- | ----------------------- | ----------------------- | ----------------------- | ----------------------- | ----------------------- |

## Економіка
В місті розташований завод фармацевтичної компанії Lonza, який забезпечує близько 2500 тис. робочих місць (станом на 2005 р.).

## Спорт
У місті базується хокейна команда Фісп.

## Відомі уродженці
- Йозеф Блаттер — восьмий президент ФІФА у 1998—2015 роках.
- Домінік Гізін — швейцарська гірськолижниця, олімпійська чемпіонка.